# Yucca Mountain
Yucca Mountain è una montagna degli Stati Uniti d'America, situata nel territorio della Contea di Nye nella parte meridionale dello Stato del Nevada vicino al confine con la California, circa 160 chilometri a nord-ovest di Las Vegas; parte della regione del Gran Bacino, Yucca Mountain sorge a est del deserto di Amargosa.
La Yucca Mountain consiste in un altopiano di 650 metri di rilievo, di origine vulcanica e dalla forma irregolare, che raggiunge sulla cresta un'altitudine compresa tra circa 1500 e 1930 metri sul livello del mare. Il clima nella zona è arido e la montagna riceve in media meno di 25 centimetri di precipitazioni annuali; non ci sono fiumi perenni nelle vicinanze della montagna, ma solo corsi d'acqua effimeri creati dal deflusso dello scioglimento delle nevi invernali.
Yucca Mountain è stata scelta come potenziale deposito geologico per lo smaltimento a lungo termine delle scorie nucleari ad alta radioattività e del combustibile nucleare esaurito degli Stati Uniti. Il progetto del deposito di Yucca Mountain venne sviluppato dal governo degli Stati Uniti d'America negli anni 1980 come soluzione per gestire le scorie nucleari in modo sicuro e permanente, seppellendole in profondità nel sottosuolo in una struttura ingegnerizzata. Nonostante i miliardi di dollari spesi per lo sviluppo, il progetto incontrò forte opposizione a livello politico e locale, soprattutto per timori legati alla sicurezza ambientale e ai possibili rischi sismici. Nel 2010, l'amministrazione Obama bloccò i finanziamenti per il progetto rendendo incerto il futuro della struttura, anche se tecnicamente non è stato mai cancellato ufficialmente.